# 呼玛柳
呼玛柳（学名：Salix humaensis）为杨柳科柳属的植物，是中国的特有植物。分布于中国大陆的黑龙江等地，生长于海拔270米至350米的地区，见于河流以及溪流边，目前尚未由人工引种栽培。